# Silosi glosszák

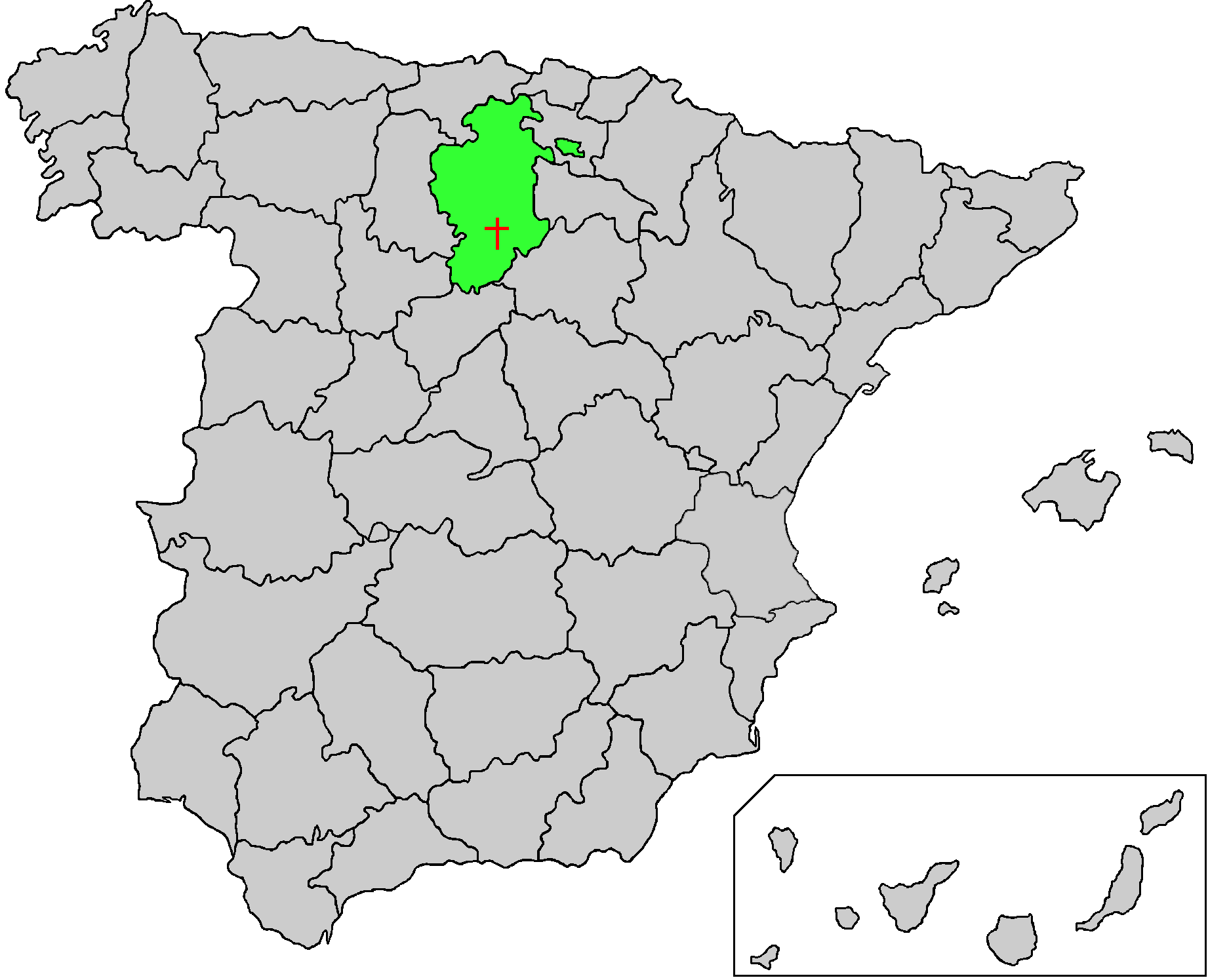
Santo Domingo de Silos, a glosszák lelőhelye Burgos provinciában

A silosi glosszák (spanyolul Glosas Silenses) a történelmi Ó-Kasztília területén, a mai Kasztília és León autonóm közösség Burgos provinciájában fekvő Santo Domingo de Silos község kolostorában talált, a 11. század vége – 12. század eleje környékéről származó, kezdetleges óspanyol nyelvjárásban írt feljegyzések, jegyzetek voltak, amelyekkel latin kifejezéseket magyaráztak el közérthetőbben, a nép nyelvén. A San Millán-i glosszákkal ellentétben a silosiak nem tartalmaztak nyelvtani, hanem csak lexikális jellegű magyarázatokat. Lehetséges azonban, hogy e glosszák sokkal előbb keletkezett kéziratok másolatai, amelyek szintén a La Rioja-i San Millán-i kolostorból származtathatóak. A Glosas Emilianensesszel együtt a spanyol nyelv első írott emlékei között tartják számon. A glosszákat tartalmazó kódex a silosi kolostorból a British Museumba került; ma a múzeumtól levált British Libraryben őrzik őket.

## A glosszák szövege
Összesen 368 feljegyzést (glosszát) találtak, amelyekből alább olvasható egy kivonat (a könnyebb értelmezhetőség érdekében a latin kifejezések nagybetűsek, az óspanyol szöveg pedig dőlttel szerepel, zárójelben a glossza számával):

RELIQUENS: elaiscaret (3); DEUORANDUM [por manducaret] (4); IGNI COMBURATUR: kematu siegat (9); LIMPHA: aqua (12); IGNORANS: qui non sapiendo (17); CASTE: mundamientre (20); INFIRMIS IMBALIDIS: debiles, aflitos (26); PROELIO: punga (48); QUI PREBENT: ministrent, sierben (49); STRAGES: occisiones, matatas (52); INERFICERE: matare (58); DEDUCANTUR: lieben adduitos (63); CETERIS: conos altros (65); ESSE: sedere (72); ADULTERIA: fornicio (82); ABSENTE: luenge stando (83); INSISTANT: ke siegan (91); AUGURIA: agueros (111); EXERCENT: qui facen (116); NON LICEAT: non conbienet (118); OMNIA EXERCERE: manda pro fere totas cosas (121); PER SEMED IPSUM: per sibi eleiso (129); OSCULUM: salutatione (135); ABDUCTA: lebata (159); PUDORIS: de la vergonia (171); CONIUGES: mulieres (176); PRIUS: anzes (183); LEGITIMAN: streita (201); USQUE AD FINEN: ata que mueran (201); HABEAT: aya (218); HABEANTUS: siegan (227); NEC AUDEAT: non siegat osatu (244); SALTARE: sotare (251); IN SALTATIONE: ena sota (251); ET MOSTRUOSE: qui tingen lures faces (261); TEMPESTATES: bientos malos (276); CONBENTU: conceillo (283); COITU: semen (321); CADABERA: elos cuerpos (327); FEMUS: stiercore (332); EDERIT: manducaret (338).

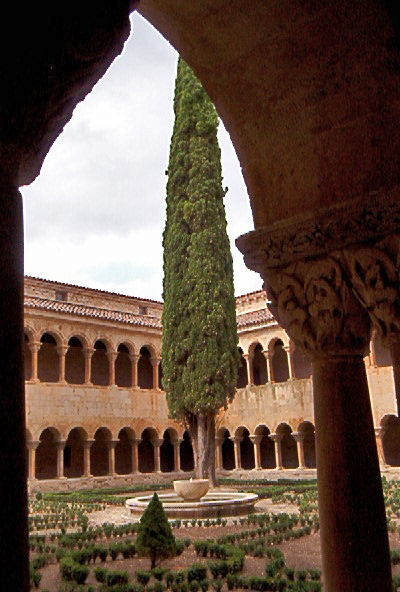
A Santo Domingo de Silos kolostor

E glosszák közül soknak a megértése még a mai nyelven sem okozna problémát.